# La revolución sexual (álbum)
La revolución sexual es el tercer álbum de estudio del grupo de pop La Casa Azul, lanzado en España por Elefant Records entre el 3 de noviembre de 2007 y el 3 de diciembre de 2007, editado en 3 formatos.

## Ediciones
- «Edición Espacial»: 3 de noviembre de 2007. Edición limitada de 5.000 unidades, CD superlujo.
- «Edición Retrospectiva»: 3 de diciembre de 2007. Edición limitada de 1.000 unidades. Edición especial LP 12" en vinilo blanco.
- «Edición Terrestre»: 3 de diciembre de 2007. Edición en CD Digipack.

## Lista de canciones
- 1. La nueva Yma Sumac
- 2. La revolución sexual
- 3. Prefiero no
- 4. El momento más feliz
- 5. Mis nostálgicas manías
- 6. No más Myolastan
- 7. La gran mentira
- 8. Chicos malos
- 9. Una cosa o dos
- 10. Mucho más de lo normal
- 11. Esta noche sólo cantan para mí
- 12. Triple salto mortal
- 13. Un mundo mejor (Instrumental)

## Edición coreana
El 2 de julio de 2008 se pone a la venta una edición en Corea del Sur del álbum. Es un digipack que incluye la lista del disco publicado por Elefant Records y dos versiones nuevas de La revolución sexual. La discográfica que lo lanza es Happy Robot Records.

### Lista de canciones
- 1. La nueva Yma Sumac (라 누에바 이마 수막 / 새로운 이마 수막)
- 2. La revolución sexual (라 레볼루시옹 섹슈알/섹슈얼 레볼루션)
- 3. Prefiero no (쁘리피에로 노 / 물론 아니야)
- 4. El momento más feliz (엘 모멘토 마스 펠리즈 / 가장 행복한 순간)
- 5. Mis nostalgicas manías (미스 노스탈끼아까스 마니아 / 노스탤지어한 감각)
- 6. No más myolastan (노 마스 미오라스탄 / 이미 수면제는 필요없어)
- 7. La gran mentira (라 그란 멘티라 / 거대한 거짓말)
- 8. Chicos malos (치코스 말로스 / 나쁜 녀석들)
- 9. Una cosa o dos (우나 코사 오 도스 / 하나와 둘)
- 10. Mucho más de lo normal (무초 마스 데 로 노르말 / 언제나처럼 좀 더)
- 11. Esta noche sólo cantan para mí (에스타 노체 솔로 깐따 파라 미 / 오늘밤 너만을 위해 노래해)
- 12. Triple salto mortal (뜨리쁠 살또 모르딸 / 트리플 썸머 쏠트)
- 13. Un mundo mejor (운 문도 메요 / 더 나은 세상)(연주곡)

Canciones adicionales:
- 14. La revolución sexual (English Version)
- 15. La revolución sexual (con 연진)

- Datos: Q5133372